# Грануаль
Грануаль («Лысая Грайне»), также известная как Грайне, Грания и Грейс О`Мэлли (англ. Grace O'Malley, ирл. Gráinne Ní Mháille, около 1530 — около 1603) — ирландская пиратка знатного происхождения, «королева пиратов», «предводительница морских разбойников», «ведьма из Рокфлита».

## Биография
Родилась около 1530 года в Ирландии, в семье вождя клана О`Мэлли Оуэна Дубдары (Умалл-Уахтара). Согласно легенде, «облысела», обрезав себе волосы в ответ на реплику отца о том, что женщина на корабле — плохая примета, а после смерти отца победила своего брата Индульфа в бою на ножах, став вождём. По историческим сведениям, с братом, которого звали Домналл, она не дралась, так как кому занять место вождя, определял совет старейшин, а они не отдали бы власть женщине.
Выйдя замуж за таниста О’Флаэрти, Домналла Воинственного, Грануаль стала главой флотилии мужа. В браке родилось трое детей — Оуэн, Мерроу и Маргарет. В 1560 году Домналл был убит, и Грануаль с двумя сотнями добровольцев отправилась на остров Клэр, который ей уступил брат. Здесь она, продолжая пиратскую деятельность, влюбилась в аристократа Хью де Ласи, однако возлюбленный был убит враждебным кланом Макмагонов. Грануаль жестоко отомстила убийцам за его смерть, взяв их крепость и перебив весь клан.
Постепенно захватив всё побережье Мейо, кроме замка Рокфлит, Грануаль вышла замуж (по ирландской традиции, в формате «пробного брака» на год) за Железного Ричарда из клана Берков. Спустя год она объявила о разводе и не вернула замок; однако успела родить в этом браке сына Тиббота. По легенде, на второй день после родов её корабль был атакован алжирскими пиратами, и Грануаль вдохновляла своих людей на бой, объявляя, что рожать хуже, чем сражаться. Ричард Берк покровительствовал Грании до своей смерти в 1583 году.
В жизни Грании были и поражения; так, однажды англичане взяли её в плен и поместили в Дублинский замок. Каким-то образом пиратке удалось бежать, и на обратном пути она пыталась переночевать в Хоуте. Её не пустили; на следующее утро она похитила отправляющегося на охоту сына бургомистра и отпустила его бесплатно, но с условием: двери города впредь должны быть открыты для всех ищущих ночлега, и за каждым столом должно оставаться для них место.
В 1577 году английский капитан Генри Сидни оставил первое письменное упоминание о Грануаль: «Ко мне явилась знаменитейшая женщина-капитан Грания Ималли, предложившая мне услуги трёх своих галер и 200 воинов». Между сыном капитана, Филиппом Сидни, и Гранией завязались романтические отношения и переписка; она даже завела грамотного помощника, который мог бы отвечать на письма. По легенде, в те же годы она влюбилась в кастильского дворянина Рамиро де Молине, который даже был принят в клан и участвовал в сражениях, но в итоге затосковал по дому и был отпущен.
Позже губернатором Коннахта стал сэр Ричард Бингем, который в 1586 году разорил земли Грануаль. Её сын Оуэн был захвачен и затем убит «при попытке к бегству». Сына Мерроу Грануаль также лишилась, так как он встал на сторону англичан.
В 1588 году пиратка приняла участие в разгроме испанской Непобедимой армады, но это не умерило враждебность Бингема. Отчаявшись, Грануаль обратилась к Елизавете I с письмом, в котором попросила позволения «обрушиться огнём и мечом» на всех врагов королевы в обмен на защиту от чиновников-англичан. Елизавета ответила восемнадцатью вопросами, чтобы понять, не является ли пиратка мятежницей. Бингем тем временем захватил Тиббота и Домналла, и Грануаль двинулась в Лондон, чтобы вызволить их. Встреча пиратки и королевы состоялась в начале августа 1593 года во дворце Уайтхолл; общение шло на английском языке. Их переговоры были запечатлены в гравюре — единственном прижизненном изображении пиратки. Остался неизвестным даже цвет её волос: они традиционно считались чёрными, согласно прозвищу её отца, но в одной из поэм названы рыжими. Содержание беседы неизвестно, но брат и сын Грануаль были освобождены под обещание пиратки помогать королеве, и Грануаль вернулась в Мейо. Бингем продолжил военные действия, несмотря на указ королевы; спасённый Тиббот тем временем тоже перешёл на сторону англичан. Грануаль же исполнила обещание, сразившись с восставшим графом Тирконнелом.
В 1598 году ирландские повстанцы, относившиеся к Грануаль враждебно как к помогающей англичанам, разорили её земли; сама она вновь укрылась на острове Клэр. Где-то после 1603 года смерть настигла эту женщину, по одной версии, она погибла в бою во время абордажа вражеского судна, по другой — умерла своей смертью в Рокфлите и была погребена в семейной часовне на Клэре (по другим сведениям, её хоронил Рамиро де Молина).
Часовня на Клэре и замок в Рокфлите сохранились, могила же давно разорена.

## В культуре
- В 1988 году ирландская писательница Энн Чэмберс опубликовала роман «Грануаль, пиратская королева». По его мотивам были созданы несколько произведений, в том числе бродвейский мюзикл «Грания» (1989) и пьеса «Королева пиратов» (2006). Шон Дэви, ирландский композитор, написал рок-оперу «Грануаль», а в 2008 году планировалось снять о героине фильм в Голливуде по сценарию той же Энн Чэмберс[1]. Гэвин Данн (Miracle of Sound), ирландский исполнитель и композитор, записал песню «Grainne Mhaol Queen Of Pirates», которая стала одной из основных в метал-альбоме «MetalUp».
- В России в Москве именем ирландки — пиратской королевы был назван ирландский паб «Грейс О’Мэлли» (Grace O’Malley) на Новослободской улице, 18[2][3]. Однако 9 декабря 2021 г. сообщалось, что он закрылся, на его месте открылся другой ирландский паб и т. д.[4] Писали также о пабе «Грейс О’Мэлли» на Большой Сухаревской пл., д. 14/7[5].